# Орликов Олександр Михайлович
Олександр (іноді — Олексій) Михайлович (Аншель Мойсейович) Орликов (нар. 1919 — пом. 2 березня 1945) — радянський військовик часів Другої світової війни, командир роти танків Т-34 3-го танкового батальйону 44-ї гвардійської танкової бригади 11-го гвардійського танкового корпусу (1-ша гвардійська танкова армія), гвардії старший лейтенант. Герой Радянського Союзу (1945).

## Життєпис
Аншель Мойсейович Орликов народився 1919 року в місті Одесі, в родині робітника. Єврей (в нагородних документах — росіянин). Закінчив 7 класів і школу ФЗУ. З 1937 року працював на одеському заводі імені Січневого повстання слюсарем.
До лав РСЧА призваний Кагановицьким РВК Одеси у 1939 році. Учасник німецько-радянської війни з липня 1941 року. До 1 січня 1942 року воював на Карельському фронті. У 1943 році закінчив Пушкінське танкове училище. Член ВКП(б) з 1943 року. Знову на фронті — з 17 січня 1944 року. Воював на 1-му Українському і 1-му Білоруському фронтах.
25 січня 1944 року в бою за село Охматів Жашківського району Київської (нині — Черкаської) області командир взводу танків Т-34 318-го танкового батальйону 55-ї гвардійської танкової бригади 7-го гвардійського танкового корпусу молодший лейтенант Олександр Орликов на своєму танку увірвався до села і зайняв оборону на північній околиці. При цьому було знищено: 2 протитанкові гармати, мінометна батарея, 3 ручних кулемети і до взводу піхоти супротивника.
5-8 лютого 1944 року в боях за села Тинівка і Павлівка того ж району екіпаж командира взводу танків Т-34 3-го танкового батальйону 44-ї гвардійської танкової бригади молодшого лейтенанта Олексія Орликова підбив 1 важкий танк Panzer V Пантера і знищив 20 солдатів супротивника. Всього ж танкістами взводу під його командуванням знищено до 100 солдатів, 3 гармати, 2 міномети і 2 танки «Пантера».
30 липня 1944 року командир взводу танків Т-34 гвардії лейтенант Олександр Орликов замінив пораненого командира своєї роти. Наступного дня танкова рота під його командуванням першою форсувала річку Вісла, захопила і утримала плацдарм на західному березі, тим самим забезпечивши переправу частин армії. В боях за місто Копшивниця (Польща) особисто з одним танковим взводом увірвався до села Цишиця і оволодів нею, тим самим порушивши роботу німецької переправи в районі Тарнобжега. Його екіпаж осодисто знищив 2 гармати і до 10 солдатів ворога. В боях на плацдармі танкова рота під його командуванням знищила 4 гармати, міномет, 2 ручних кулемети і до 40 солдатів і офіцерів супротивника.
Особливо командир танкової роти гвардії старший лейтенант Олександр Орликов відзначився під час Варшавсько-Познанської операції. У період з 14 по 21 січня 1945 року під час радянського наступу на Познаньському напрямку, увесь час зі своєю ротою діяв у головній похідній заставі передового загону. Першим зі своєю ротою вийшов на річку Пилиця, з ходу форсував її у брід і, долаючи спротив чисельно переважаючого супротивника, захопив плацдарм, чим сприяв швидкому форсуванню річки частинами бригади. Першим увірвався до міста Ленчиця, розсіяв ворожу піхоту й захопив його. Бійцями роти було знищено 6 танків, 12 гармат, до 150 автомашин, 60 підвод і до 120 солдатів і офіцерів супротивника. Екіпаж танка гвардії старшого лейтенанта Орликова особисто знищив 2 гармати, 20 автомашин і до 50 солдатів і офіцерів супротивника. 21 січня в бою був поранений і евакуйований у шпиталь.
При прориві Мезерицького укріпленого району супротивника, 2 березня 1945 року був смертельно порений у бою. Помер кількома годинами пізніше у польовому шпиталі. Похований північно-західніше господського двору Зеогут Данцигської області Німеччини.
Перепохований на кладовищі радянських і польських воїнів і військовополонених по вулиці Реймонта у місті Старгард-Щецинський Західнопоморського воєводства Польщі.

## Нагороди
Указом Президії Верховної Ради СРСР від 27 лютого 1945 року за зразкове виконання бойових завдань командування на фронті боротьби з німецькими загарбниками та виявлені при цьому відвагу і героїзм, гвардії старшому лейтенантові Орликову Олександру Михайловичу присвоєне звання Героя Радянського Союзу з врученням ордена Леніна і медалі «Золота Зірка».
Також був нагороджений орденом Вітчизняної війни 2-го ступеня (13.03.1944) і двома орденами Червоної Зірки (08.02.1944, 25.08.1944)